# Ayabadhu
Ayabadhu är ett utdött australiskt språk. Ayabadhu talades i Queensland och tillhörde de pama-nyunganska språken.